# Royaume de Namdalen

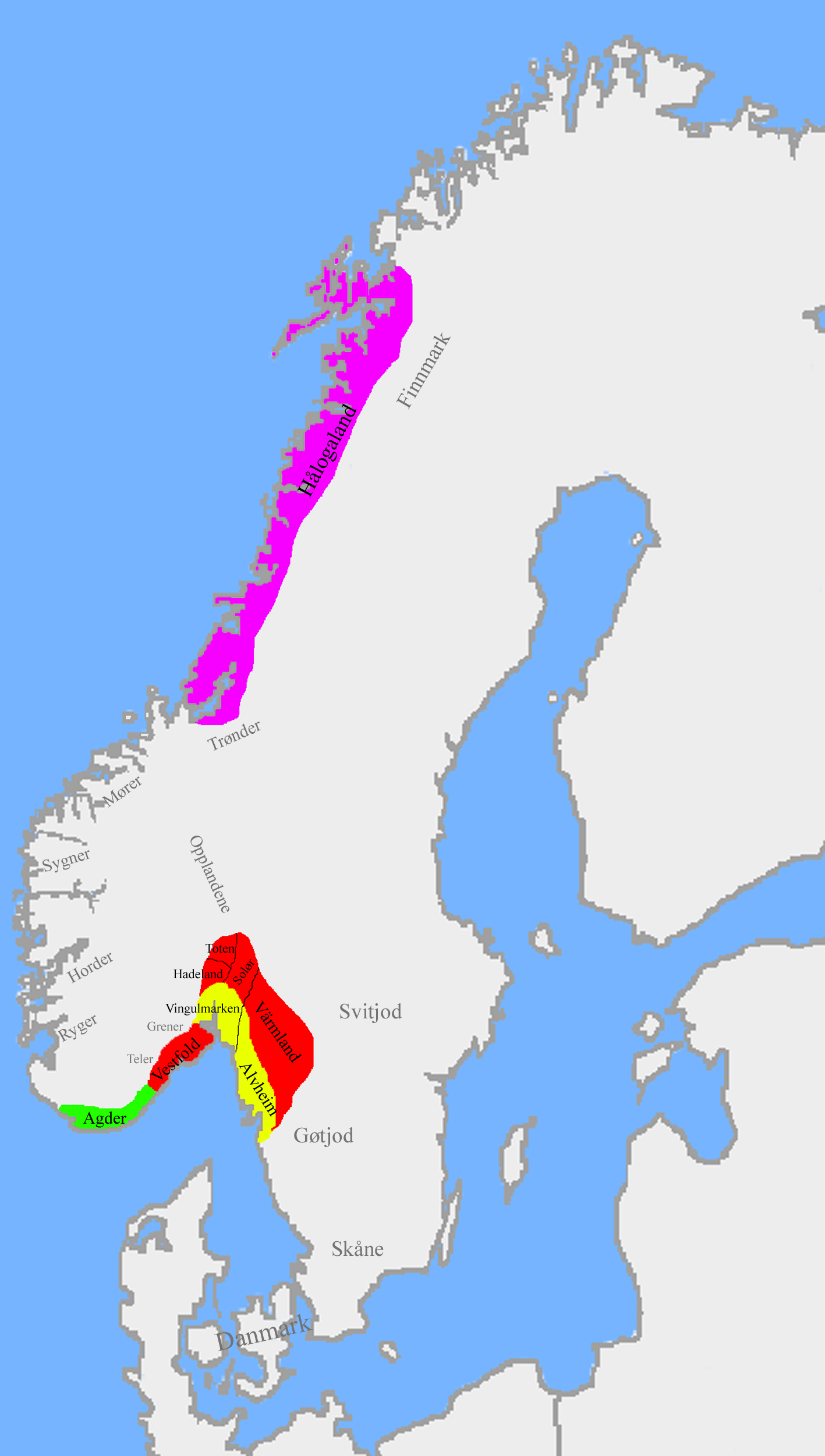
La Norvège vers 810-820 à la mort de Gudrød Veidekonges. Rouge : royaume du Vestfold sous Olaf Haraldsson Geirstadalf. / Jaune : royaume d'Alvheim sous Gandalv Geiralvsson. / Vert : royaume d'Agder sous Åsa Haraldsdatter. / Violet : royaume du Hålogaland et royaume de Namdalen.

Le royaume de Namdalen était l'un des petits royaumes norvégiens du Moyen Âge. Il se situait dans les fylker actuels de Nord-Trøndelag et de Nordland. Le royaume qui était co-dirigé par deux rois, Harlaug (ou Herlaug) et Rollaug (ou Hrollaug),, disparut sous le règne de Harald Ier de Norvège,. Dans la saga de Harald Hårfagre (composante de l’Heimskringla), au chapitre 8, est racontée la soumission de Hrollaug(r) à Harald : Harald lui confie une épée et un bouclier et le nomme jarl du territoire qui était auparavant son royaume.
Selon la Saga d'Egill, fils de Grímr le Chauve, les familles royales de Namdalen désertent plusieurs sites et participent à la colonisation de l'Islande. Thorkel de Namdalen (en) est l'un des jarls nommés à la suite de l'unification d'Harald qui participe à cette colonisation et serait le grand-père de Hrafn Haengsson (en), premier Lögsögumad d'Islande.
À l'époque actuelle, Namdalen est un landskap, situé dans le comté du Nord-Trøndelag, autour de la vallée de la rivière Namsen. Les landskaps norvégiens correspondent généralement à des unités géographiques telles qu'une vallée, qui formaient durant le haut Moyen Âge de petits royaumes indépendants.

## Étymologie
Le nom de Namdalen s'explique par le norrois Naumudalr, « vallée de la Nauma », ancien nom de la rivière Namsen.